# Comuna Mezenivka, Krasnopillea
Mezenivka (în ucraineană Мезенівка) este o comună în raionul Krasnopillea, regiunea Sumî, Ucraina, formată din satele Ceremușkî, Mezenivka (reședința) și Novooleksandrivka.

## Demografie
Componența lingvistică a comunei Mezenivka
     Ucraineană (90,71%)
     Rusă (8,04%)
     Alte limbi (0,94%)
Conform recensământului din 2001, majoritatea populației comunei Mezenivka era vorbitoare de ucraineană (90,71%), existând în minoritate și vorbitori de rusă (8,04%).